# 尼康D2H
尼康D2H尼康于2003年7月23日推出的一款专业级别的数码单镜反光相机，具有410万像素分别率。由于其较快的连拍速度，（8张每秒），因此比较适合体育摄影和动作摄影。2005年，D2H被D2Hs替代。